# Łukjaniwka (rejon browarski)
Łukjaniwka (ukr. Лук'янівка) – wieś na Ukrainie, w obwodzie kijowskim, w rejonie browarskim. W 2001 liczyła 849 mieszkańców.